# Zofiówka (powiat bełchatowski)
Zofiówka – wieś w Polsce położona w województwie łódzkim, w powiecie bełchatowskim, w gminie Drużbice.
W latach 1975–1998 miejscowość administracyjnie należała do województwa piotrkowskiego.
Na polach wsi w okresie II wojny światowej dokonano zrzutu pierwszej polskiej grupy desantowo - wywiadowczej. Grupa ta, której dowódcą był znany przed wojną dziennikarz kapitan Mikołaj Arciszewski, pseudonim „Michał”, przez blisko rok prowadziła aktywną i ofiarną działalność wywiadowczą. W nocy z 16 na 17 sierpnia 1941 roku kapitan Mikołaj Arciszewski, oraz oficerowie lotnictwa ppor. Jerzy Ziółkowski, ppor. Zbigniew Romanowski, radiotelegrafista ppor. Igor Mickiewicz, Bogdan Citowicz i saper ppor. Stanisław Wiński mając ze sobą radiostację nadawczą wylądowali na spadochronach pod wsią Zofijówka koło Wadlewa, w zachodniej wcielonej do Rzeszy części powiatu piotrkowskiego. Tam otrzymali pomoc od Michała Zgida i rodzin Krysiaków, Tłoczków, Wodzickich, Kłysów, Kociołków (wszyscy z Zofijówki) i rodziny Bentynów z Kobyłek (gmina Grabica). Przy pomocy członków ZWZ (AK) przekroczyli granicę Generalnego Gubernatorstwa i znaleźli schronienie w Gomulinie w domu Józefa Kwapisza (obecnie gospodarstwo jego wnuków – rodziny Kamińskich). W stodole Kwapiszów podjęto pierwszą próbę nadawania radiostacji.
W wyniku rozpracowania przez Niemców grupy Arciszewskiego uwięziono mieszkańca Zofijówki Michała Zgida. Michał Zgid zmarł w KL Auschwitz 15 sierpnia 1943 roku.